# Vasilis Karras
Vasilis Karras  (Griego: Βασίλης Καρράς) (Kokkinochori, Kavala; 12 de noviembre de 1953 - Salónica, 24 de diciembre de 2023)fue un cantante griego. En 2010 celebró su XXX aniversario como artista de grabación.

## Biografía
Karras nació en Kokkinohori, Kavala. Cuando contaba con diez años, su familia se trasladó a Salónica. También por esta época nacieron su hermano Damian y su hermana Anastasia.
En el verano de 1969, Karras hizo una breve aparición en el club "Prosfygas" en Evosmos, Tesalónica y tuvo un impacto inmediato. A pesar de que sólo tenía dieciseis años de edad, se convirtió en uno de los cantantes favoritos en los suburbios de la ciudad, debido a su característica voz ronca. Los dueños de los clubes permitieron a Vasilis cantar en muchas ocasiones más, y por lo tanto una leyenda nació. El público en su ciudad natal tomó un gusto particular en su estilo.
En la década de 1970, Karras cimentó su reputación como un joven advenedizo en el griego "laika" (canciones populares) escenario cantando en todo el norte de Grecia y, hacia el final de la década, había comenzado a desarrollar su propio repertorio, trabajando con compositores y creando también su propio trabajo.
En 1980, fue publicado su primer álbum, Alismonites Minerales, que situó a Karras en el largo camino hacia la fama y el reconocimiento. Fue también en esta época cuando Vasilis decidió dedicar su vida y su carrera a la música popular y a cantar profesionalmente.
En la década de 1990, su estilo único y atractivo para el público griego lo catapultó al estrellato nacional. La asociación con Michalis Rakintzis, Melas Zafeiris y Konstantina también fomentó su fama en Grecia. En 1996, Karras contactó con Febo aclamado compositor con la perspectiva de crear un álbum basado en sus canciones. Febo respondió positivamente y con entusiasmo se puso a trabajar creando canciones que caben estilo único Vasilis 'y complementa sus habilidades de canto. El resultado fue el álbum de éxito Tilefonise Mou, que se fue 2 de platino y es tiempo de Karras todos los tiempos best-seller. Este álbum también comenzó una nueva era para Vasilis: la introducción de un estilo moderno y optimista occidental a su música, que complementa su bouzouki basado folk / dance canciones. Se convertiría en un estilo que Vasilis perfeccionaría durante muchos años por venir y adoptar un lugar destacado en su discografía a partir de entonces. Falleció el 24 de diciembre de 2023 debido al Covid-19 y al Cancer.

## Discografía
- Alismonites ores (1980)
- Ti les kale (1982)
- Giati na horisoume (1984)
- Mi hathis (1985)
- Apoklistika gia sena (1986)
- Apo ti Thessaloniki me agapi (19iki (1988)
- Afti h nyxta (1989)
- Eisai pantou (1990)
- Lege oti thes (1991)
- Asteria tou Borra (1991)
- Den pao pouthena (1992)
- Tragoudia ap'to sirtari (1992)
- Nichta xelogiastra (1993)
- Pos tolmas (1993)
- O ilios tou himona me melagholi (1993)
- Sti Saliniki mia fora (1994)
- Hreose to se mena (1994)
- Mia bradia sta nea dilina (1995)
- 10 xronia (1995)
- Ftes esi (1995)
- Tilefonise mou  (1996)
- Erhome (1996) (Song: To dilitirio)
- M'echis kani aliti (1997)
- S'ena bradi oti zisoume (1997)
- Brechi sti Thessaloniki (1997)
- Fenómeno (1998)-Sencillo en CD
- Astin na leei (1999)
- Epistrefo (1999)
- 20 xronia (1999)
- I megaliteres epitichies (2000)
- Mabri lista (2000)
- Girise (2001)
- Ta dika mou tragoudia (2002)
- Logia tis nichtas (2002)
- Pare to dromo ke ela (2003)
- Basilis Karras DVD (2004)
- Telos (2004)
- Ola ena psema (2005)
- Oneira (2007)
- Ola mou ta hronia live (2008)
- Opos palia (2009)
- Έτσι Λαϊκά (Etsi Laika) (2012)